# Phascolion caupo
Phascolion caupo är en stjärnmaskart som beskrevs av Hendrix 1975. Phascolion caupo ingår i släktet Phascolion och familjen Phascoliidae. Inga underarter finns listade i Catalogue of Life.